# Alice Hathaway Lee Roosevelt
Alice Hathaway Roosevelt nascuda amb el nom de Lee (29 de juliol de 1861 - 14 de febrer de 1884) va ser una socialité nord-americana i la primera esposa del president Theodore Roosevelt. Dos dies després de donar a llum el seu únic fill, va morir per la malaltia de Bright no diagnosticada.

## Vida primerenca
Alice Hathaway Lee va néixer el 29 de juliol de 1861 a Chestnut Hill, Massachusetts, filla del banquer George Cabot Lee i Caroline Watts Haskell. El seu germà petit era el banquer George Cabot Lee Jr. i el seu avi era John Clarke Lee, fundador de Lee, Higginson & Co. Standing 5'6". Alice tenia "ulls blau-gris i cabells daurats llargs i ondulats" i va ser descrita com a i encantadora. La seva família i amics la descriviren com a "brillant" i caràcter alegre.

## Festeig i matrimoni
Lee va conèixer a Theodore "TR" Roosevelt Jr., el 18 d'octubre de 1878, a casa dels seus parents i veïns del costat, els Saltonstalls. A la Universitat Harvard, Roosevelt era companya de classe del seu cosí, Richard Middlecott "Dick" Saltonstall. Més tard, escrivint la seva primera trobada, Roosevelt va dir: "Mentre visqui, no oblidaré mai la dolçor que tenia i la bonica que em va saludar".
Lee va rebre una proposta de matrimoni de Roosevelt el juny de 1879, però va esperar vuit mesos abans d'acceptar. El seu compromís es va anunciar el 14 de febrer de 1880.

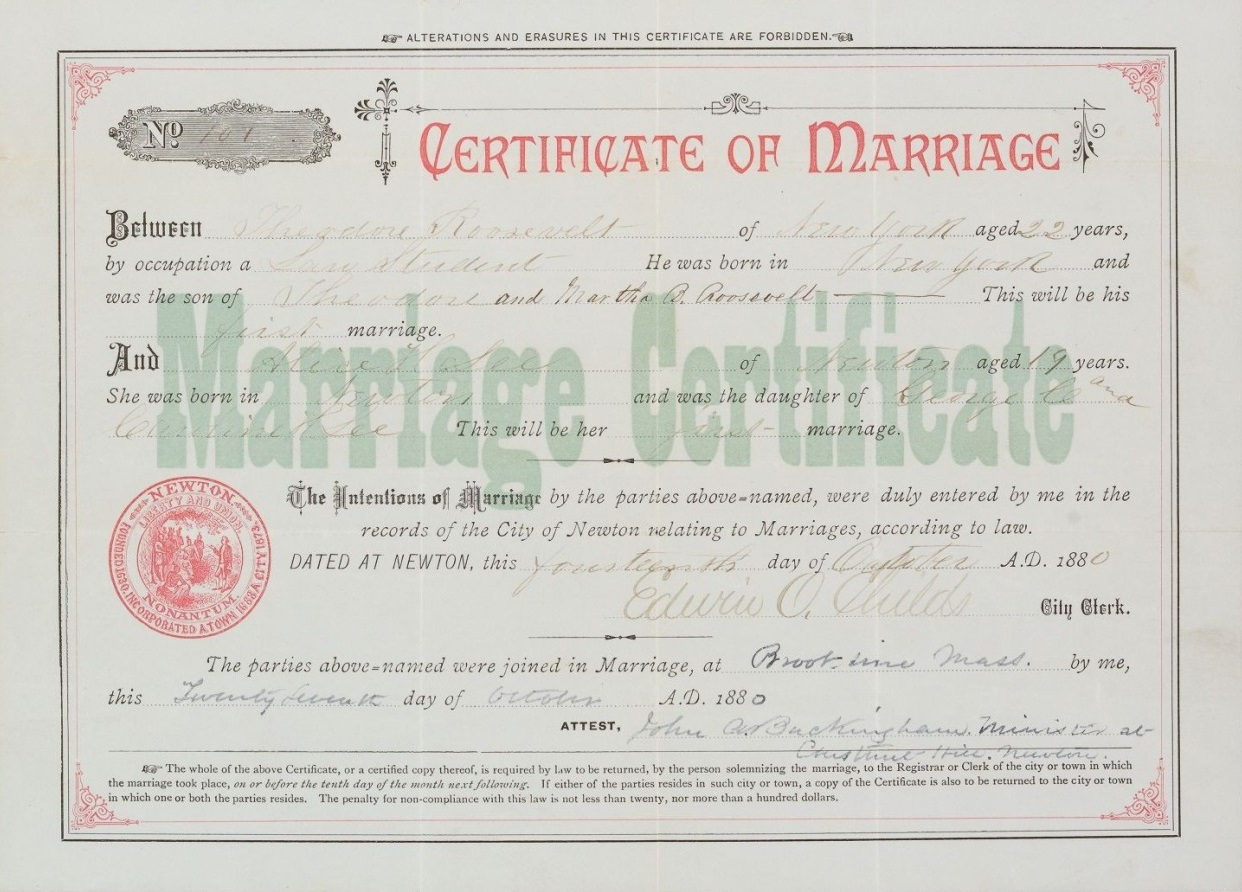
Certificat de matrimoni dels Roosevelt, 1880

Als 19 anys, Lee es va casar amb Roosevelt el 27 d'octubre de 1880 (22è aniversari de TR) a l'Església Unitària de Brookline, Massachusetts. La "correcta" lluna de mel de la parella es va retardar fins a l'estiu següent a causa de l'acceptació del seu nou marit a la Columbia Law School. Després de passar les dues primeres setmanes del seu matrimoni a l'habitatge de lloguer d'estiu de la família Roosevelt a Oyster Bay conegut com a "Tranquility", la parella se'n va anar a viure amb la mare vídua de Theodore, Martha Stewart "Mittie" Bulloch.
Juntament amb el seu nou marit, Roosevelt va participar en el món social de l'elit de Nova York i va fer una gira per Europa durant cinc mesos el 1881. L'octubre de 1882, Roosevelt es va traslladar a la pensió d'Albany del seu marit i va conèixer la política de l'estat de Nova York. Quan es va quedar embarassada l'estiu de 1883, els Roosevelt van planejar una família nombrosa i van comprar terrenys prop de Tranquility per a una casa gran. I va tornar a viure amb la seva sogra a la ciutat de Nova York més tard aquella tardor.

## Naixement de la filla única, Alice
Roosevelt va donar a llum la filla de la parella a les 20:30 del 12 de febrer de 1884; el nen es diria Alice Lee Roosevelt. El seu marit, aleshores membre de l'⁣Assemblea de l'estat de Nova York, es trobava a Albany atenent els negocis a l'assemblea. Estava convençut que el seu fill naixeria el dia de Sant Valentí, el quart aniversari del seu compromís. Roosevelt rebé un telegrama el matí del dia 13 per notificar-li el naixement, i es van fer els arranjaments per marxar aquella tarda i estar amb la seva dona. Es va enviar i rebre un altre telegrama sobre la seva mala salut, i quan ell va arribar a casa, al voltant de la mitjanit, es trobava en un estat semi-comatós.

## La mort
Roosevelt va llanguir durant diverses hores mentre el seu marit l'agafava; morint la tarda del 14 de febrer de 1884 per insuficiència renal no diagnosticada. Es va determinar que el seu embaràs havia emmascarat la malaltia. Alice Roosevelt tenia 22 anys en el moment de la seva mort.

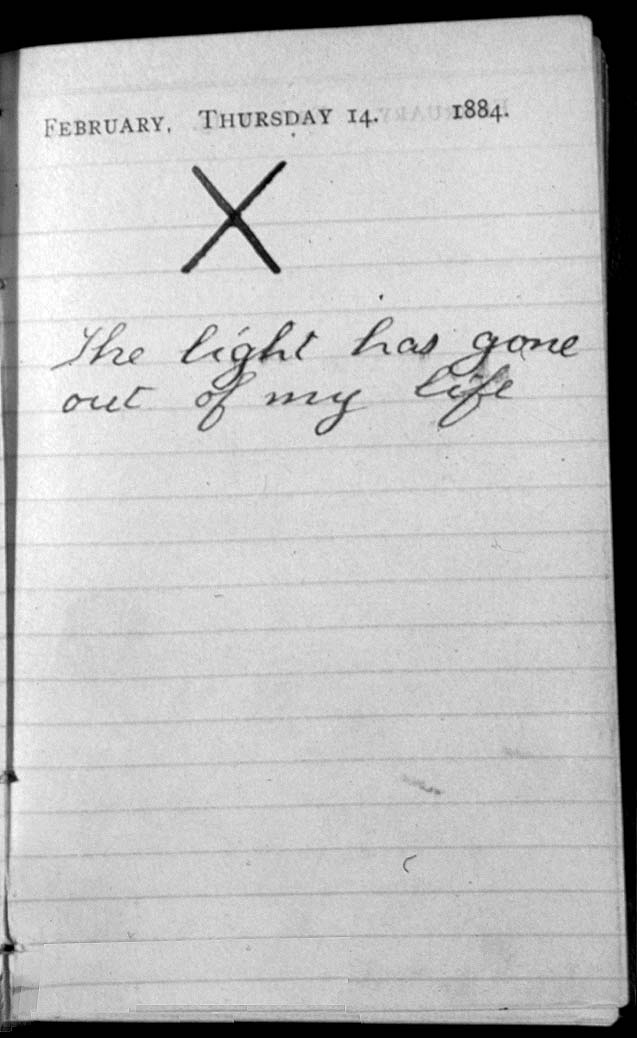
Entrada del diari de Roosevelt "La llum s'ha apagat de la meva vida"

Consternat després de la mort d'Alice Roosevelt, el seu marit gairebé no va tornar a parlar d'ella. Per a la frustració de la seva filla, tot el que Theodore Roosevelt va revelar després de la mort de la seva dona va ser una entrada al diari i un breu homenatge publicat de manera privada:
| « | (anglès) She was beautiful in face and form, and lovelier still in spirit; As a flower she grew, and as a fair beautiful young flower she died. Her life had been always in the sunshine; there had never come to her a single sorrow; and none ever knew her who did not love and revere her for the bright, sunny temper and her saintly unselfishness. Fair, pure, and joyous as a maiden; loving, tender, and happy. As a young wife; when she had just become a mother, when her life seemed to be just begun, and when the years seemed so bright before her—then, by a strange and terrible fate, death came to her. And when my heart's dearest died, the light went from my life forever. | (català) Era bella de cara i forma, i encara més encantadora d'esperit. Com a flor va créixer, i com una bella flor jove va morir. La seva vida havia estat sempre a la llum del sol; mai no li havia vingut ni una pena; i no la va conèixer mai ningú que no l'estimi i no l'estimi pel seu tarannà lluminós i assolellat i el seu desinterès sant. Bella, pura i alegre com una donzella; amorós, tendre i feliç. Com a dona jove; quan acabava de ser mare, quan la seva vida semblava que tot just començava, i quan els anys semblaven tan brillants davant d'ella, aleshores, per un destí estrany i terrible, li va arribar la mort. I quan va morir el més estimat del meu cor, la llum va marxar de la meva vida per sempre. | » |

Immediatament després de la mort de Roosevelt, el seu marit vidu va lliurar la cura de la seva filla acabada de néixer, Alice Lee Roosevelt, a la seva tia Anna "Bamie" Roosevelt, la germana gran de Theodore Roosevelt, perquè Roosevelt ja tenia clar que la seva germana romandria soltera. A mesura que creixia, Alice Lee es va assabentar de la seva mare principalment per Bamie Roosevelt i els seus avis Lee. Roosevelt mai va parlar amb la seva filla de la seva mare. Va arrencar pàgines del seu diari personal sobre la seva dona i va cremar gairebé totes les cartes que s'havien escrit al llarg dels anys. Theodore Roosevelt i la seva segona dona, Edith Kermit Carow, van prendre la custòdia de la seva filla quan tenia tres anys.

### Enterrament
Roosevelt va ser enterrada al cementiri Green-Wood de Brooklyn, Nova York, al costat de la seva sogra Mittie, que havia mort poques hores abans que ella. Les famílies de cadascuna van celebrar un funeral conjunt per a les dones a l'Església Presbiteriana de la Cinquena Avinguda de Nova York.